# Europa Cup (mannenhandbal) 1990/91
De European Champions Cup 1990/91 was de eenendertigste editie van de hoogste handbalcompetitie voor clubs in Europa.

## Deelnemers
| Eerste ronde | Eerste ronde |
| --- | --- |
| - Sporting Neerpelt: Kampioen van België - Kolding IF: Kampioen van Denemarken - SC Dynamo Berlin: Kampioen van DDR - Kyndil Tórshavn: Kampioen van Faeröer - Sjundeå IF: Kampioen van Finland - AS Fílippos Véria: Kampioen van Griekenland - Raba ETO Györ: Kampioen van Hongarije - FH Hafnarfjörður: Kampioen van IJsland - Maccabi Rishon LeZion: Kampioen van Israël - Cividin Triëst: Kampioen van Italië | - Red Boys Differdange: Kampioen van Luxemburg - Sittardia: Kampioen van Nederland - Stavanger IF: Kampioen van Noorwegen - ATSE Waagner Biro Graz: Kampioen van Oostenrijk - SC Pogon Zabrze: Kampioen van Polen - Benfica: Kampioen van Portugal - Steaua București: Kampioen van Roemenië - Dukla Praag: Kampioen van Tsjecho-Slowakije - Eskişehir ETİ Bisküvi: Kampioen van Turkije - Grasshoppers Club Zürich: Kampioen van Zwitserland |
| Tweede ronde | |
| - TV Großwallstadt: Kampioen van Duitsland - USAM Nîmes: Kampioen van Frankrijk - RK Proleter Zrenjanin: Kampioen van Joegoslavië | - FC Barcelona: kampioen van Spanje - Dynamo Astrakhan: Kampioen van de Sovjet-Unie - HK Drott: Kampioen van Zweden |

## Voorronde

### Eerste ronde
| Team 1                 | Score   | Team 2                   | 1       | 2       |
| ---------------------- | ------- | ------------------------ | ------- | ------- |
| Sporting Neerpelt      | 38 - 45 | Sittardia                | 21 - 24 | 17 - 21 |
| Red Boys Differdange   | 46 - 52 | Benfica                  | 28 - 26 | 18 - 26 |
| Hapoël Rishon LeZion   | 53 - 63 | Eskişehir ETİ Bisküvi    | 30 - 32 | 23 - 31 |
| Kyndil Tórshavn        | 38 - 62 | FH Hafnarfjörður         | 23 - 25 | 15 - 37 |
| Dukla Praag            | 46 - 35 | SC Dynamo Berlin         | 20 - 15 | 26 - 20 |
| Stavanger IF           | 47 - 37 | Sjundeå IF               | 25 - 17 | 22 - 20 |
| ATSE Waagner Biro Graz | 40 - 50 | Grasshoppers Club Zürich | 20 - 24 | 20 - 26 |
| AS Fílippos Véria      | 41 - 45 | Cividin Triëst           | 23 - 18 | 18 - 27 |
| Raba ETO Györ          | 42 - 46 | Steaua București         | 21 - 20 | 21 - 26 |
| SC Pogon Zabrze        | 52 - 42 | Kolding IF               | 24 - 14 | 28 - 25 |

### Tweede ronde
| Team 1                | Score   | Team 2                   | 1       | 2       |
| --------------------- | ------- | ------------------------ | ------- | ------- |
| Sittardia             | 35 - 76 | FC Barcelona             | 17 - 43 | 17 - 33 |
| Benfica               | 46 - 52 | USAM Nîmes               | 23 - 21 | 23 - 31 |
| FH Hafnarfjörður      | 50 - 54 | Eskişehir ETİ Bisküvi    | 29 - 21 | 21 - 33 |
| TV Großwallstadt      | 56 - 55 | Dukla Praag              | 24 - 23 | 32 - 32 |
| HK Drott              | 48 - 43 | Stavanger IF             | 26 - 19 | 22 - 24 |
| Dynamo Astrakhan      | 51 - 49 | Grasshoppers Club Zürich | 25 - 23 | 26 - 26 |
| Cividin Triëst        | 46 - 49 | Steaua București         | 23 - 26 | 23 - 23 |
| RK Proleter Zrenjanin | 41 - 31 | SC Pogon Zabrze          | 26 - 15 | 15 - 16 |

## Hoofdronde

### Kwartfinale
| Team 1           | Score   | Team 2                | 1       | 2       |
| ---------------- | ------- | --------------------- | ------- | ------- |
| FC Barcelona     | 41 - 32 | USAM Nîmes            | 23 - 16 | 18 - 16 |
| TV Großwallstadt | 46 - 47 | Eskişehir ETİ Bisküvi | 27 - 20 | 19 - 27 |
| HK Drott         | 40 - 59 | Dynamo Astrakhan      | 24 - 29 | 16 - 30 |
| Steaua București | 36 - 49 | RK Proleter Zrenjanin | 22 - 20 | 14 - 29 |

### Halve finale
| Team 1                | Score   | Team 2                | 1       | 2       |
| --------------------- | ------- | --------------------- | ------- | ------- |
| Eskişehir ETİ Bisküvi | 35 - 71 | FC Barcelona          | 19 - 31 | 16 - 40 |
| Dynamo Astrakhan      | 36 - 38 | RK Proleter Zrenjanin | 19 - 18 | 17 - 20 |

### Finale
| Datums                | Team 1                | Score   | Team 2                | Locatie                    |
| --------------------- | --------------------- | ------- | --------------------- | -------------------------- |
| 5 mei 1991            | RK Proleter Zrenjanin | 23 – 21 | FC Barcelona          | Zrenjanin, Joegoslavië     |
| 19 mei 1991           | FC Barcelona          | 20 – 17 | RK Proleter Zrenjanin | Palau Blaugrana, Barcelona |
| Totaal                |                       |         |                       |                            |
| RK Proleter Zrenjanin | RK Proleter Zrenjanin | 40 – 41 | FC Barcelona          | FC Barcelona               |

|              |
|              |
| FC Barcelona |
| 1ste titel   |